# Низовський Олександр Петрович
Олександр Петрович Низовський (нар. 19 листопада 1957, Свердловська область, Російська Федерація) — український радянський діяч, гірничий робітник очисного вибою шахти «Центральна» виробничого об'єднання «Красноармійськвугілля» Донецької області. Депутат Верховної Ради СРСР 11-го скликання.

## Біографія
Народився в робітничій родині. Батько працював електромонтером контактної мережі енергослужби Волчанського вугільного розрізу, мати — робітницею Волчанського хлібозаводу Свердловської області РРФСР.
У 1977 році закінчив професійно-технічне училище № 7 міста Волчанська Свердловської області. Член ВЛКСМ.
У 1977 році працював помічником машиніста екскаватора вугільного розрізу «Краснобродський» Кузбаського вугільного басейну РРФСР.
У 1977—1979 роках — служба в Радянській армії.
З 1979 року — учень гірничого робітника, гірничий робітник очисного вибою шахти «Центральна» виробничого об'єднання «Красноармійськвугілля» міста Красноармійськ (з 2016 року — Покровськ) Донецької області.
Потім — на пенсії у місті Димитров (з 2016 року — Мирноград) Донецької області.

## Нагороди та відзнаки
- золотий знак ЦК ВЛКСМ «Молодий гвардієць п'ятирічки»
- срібний знак ЦК ВЛКСМ «Молодий гвардієць п'ятирічки»
- медалі